# 太华路街道 (华阴市)
太华路街道，是中华人民共和国陕西省渭南市华阴市下辖的一个乡镇级行政单位。

## 行政区划
太华路街道下辖以下地区：
华城社区、南桥社区、华福园社区、东兴路社区、东王村、华峰村、城关村、八一村、西王村、河湾村、西关村、城南村、城西村、屈家村、红丰村、红星村、郭家村、新城村、上洼村、西纪村、小留村、南营村、沙营村、掌华村、南寨村和东宫村。